# Idiotenhügel
Ein Idiotenhügel zum Skifahren ist ein umgangssprachlicher Begriff für einen kleinen Hügel, der für Anfänger oder unerfahrene Skifahrer geeignet ist.

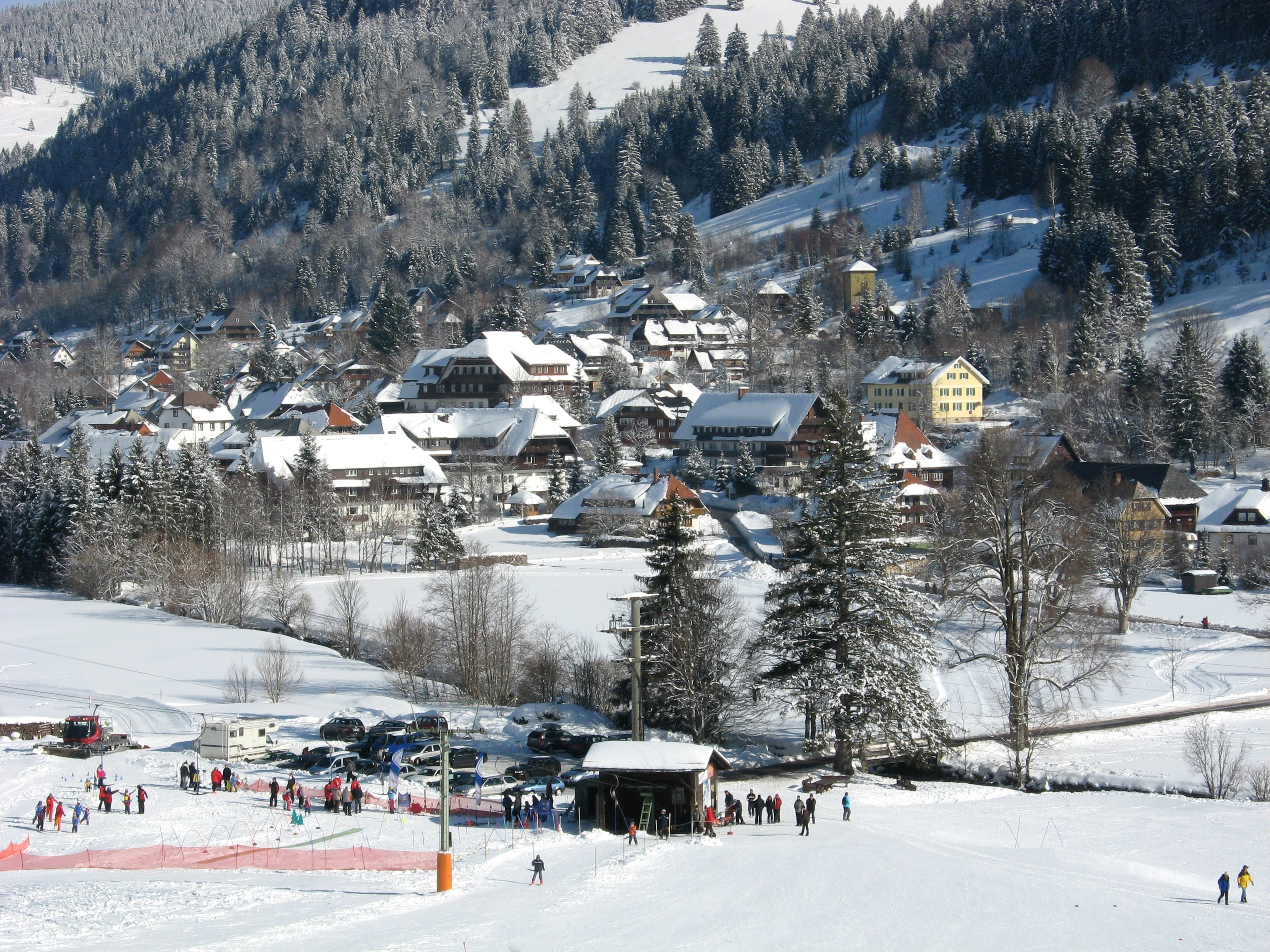
Blick vom Idiotenhügel auf Menzenschwand

Es handelt sich meist um eine flache, leichte Piste, die es Skifahrern ermöglicht, die Grundlagen des Skifahrens zu erlernen und zu üben. Der Name „Idiotenhügel“ bezieht sich auf die Tatsache, dass diese Pisten oft von unerfahrenen Skifahrern genutzt werden, die manchmal ein gewisses Maß an Unbeholfenheit und Unsicherheit zeigen.
Auch wenn der Begriff aus dem Skisport kommt, werden inzwischen auch andere Orte im übertragenen Sinne als Idiotenhügel bezeichnet, so z. B. im lokalen Sprachgebrauch ein Verkehrsübungsplatz in Essen.